# جیمز یورک اسکارلت
جیمز یورک اسکارلت (انگلیسی: James Yorke Scarlett; ۱ فوریهٔ ۱۷۹۹ – ۶ دسامبر ۱۸۷۱) فرد نظامی اهل پادشاهی متحد بریتانیای کبیر و ایرلند بود. وی همچنین برندهٔ جوایزی همچون نشان حمام شده‌است.